# شهرستان پردگورنی
شهرستان پردگورنی (به لاتین: Predgorny District) یک شهرستان در روسیه است که در سرزمین استاوروپول واقع شده‌است.